# Pýsarivka (Naráyiv)
Pýsarivka (ucraniano: Пи́сарівка) es un pueblo de Ucrania, perteneciente al municipio rural de Naráyiv, en el raión de Ternópil de la óblast de Ternópil.
En 2001, el pueblo tenía una población de 98 habitantes.
Se ubica unos 2 km al norte de Rekshyn, a orillas del río Zolota Lipa, en el límite con la óblast de Leópolis.

## Historia
Antes de la formación del actual municipio de Naráyiv en 2019, el pueblo era una pedanía del consejo rural de Rekshyn, en el raión de Berezhany.